# Pareuchaetes pseudoinsulata
Pareuchaetes pseudoinsulata is een vlinder uit de familie spinneruilen (Erebidae), onderfamilie beervlinders (Arctiinae). De wetenschappelijke naam van de soort is voor het eerst geldig gepubliceerd in 1956 door Rego Barros.
Deze nachtvlinder komt voor in tropisch Afrika.